# Recort
Recort és una obra de caràcter historiogràfic compilada per Gabriel Turell i finalitzada l'any 1476.
L'obra és una refosa poc acurada d'Histories e conquestes dels Reys de Arago e Comtes de Barcelona, escrita pel cavaller català mossèn Pere Tomic i que aleshores encara no havia estat impresa. A l'obra original de Tomic, Turell hi intercalà afegits de caràcter ideològic i històric. L'obra acaba amb un elogi d'Alfons V d'Aragó "el Magnànim"", però no conté cap referència al regnat de Joan II d'Aragó ni a la Guerra Civil catalana, que l'autor visqué. En la part original i pròpia de l'obra, en destaca també un elogi a l'estament dels ciutadans honrats de Barcelona, estament al qual ell pertanyia, així com a la seva riquesa i manera fastuosa de viure. Recort no fou publicat fins al 1894, i se'n feu una segona edició l'any 1950.